# 2808 Бельграно
2808 Бельгра́но (2808 Belgrano) — астероїд головного поясу, відкритий 23 квітня 1976 року.
Тіссеранів параметр щодо Юпітера — 3,228.